# Amyris sandemanii
Amyris sandemanii är en vinruteväxtart som beskrevs av Noel Yvri Sandwith. Amyris sandemanii ingår i släktet Amyris och familjen vinruteväxter. Inga underarter finns listade i Catalogue of Life.